# AImotive
Az AImotive (korábban AdasWorks) egy önvezető járműtechnológiai vállalat, amely az 5. szintű önvezető járművek kialakítására törekszik. A vállalat megközelítését "első a látás"-ként írja le, amely rendszer elsősorban kamerákra és mesterséges intelligenciára támaszkodik a környezet felismerésére. A technológiát úgy tervezték, hogy az autógyártók teljesen önálló járműveket hozzanak létre, amelyek bármilyen körülmények között és helyszínen működhetnek. 2017 szeptemberében a PSA Csoport társult az AImotive-tal.

## Előzmények
Kishonti László 2015-ben, AdasWorks néven alapította a társaságot Budapesten. Az AImotive az alapító korábbi társaságából, a Kishonti Ltdből nőtt ki, amely számítógépes hardver-benchmarking társaságként működött. 2016 novemberében a cég AImotive-ra változtatta a nevét.
A társaság három körben szerzett támogatást. 2015. május 15-én jelentették be, hogy az Inventure Oy 2 500 000 dollárt fektet be a cégbe. A második támogatási körben a a Robert Bosch Venture Capital, a Draper Associates, az Nvidia, a Tamares Group és mások 10,5 millió dollárral támogatták a vállalatot. 2018. január 4-én az AImotive bejelentette a 38 millió dolláros C sorozat fordulóját, amelyet a B Capital Group, a Prime Ventures és más befektetők finanszíroztak. E harmadik támogatási körrel az AImotivea második legnagyobb magyarországi start-up céggé lépett elő, ami a kockázatitőke-befektetések mértékét illeti.
A társaság első prototípusát a Hungaroringen tesztelte. 2018 januárja óta a vállalat Toyota, Citroën és Volvo modelleken teszteli a technológiáját.

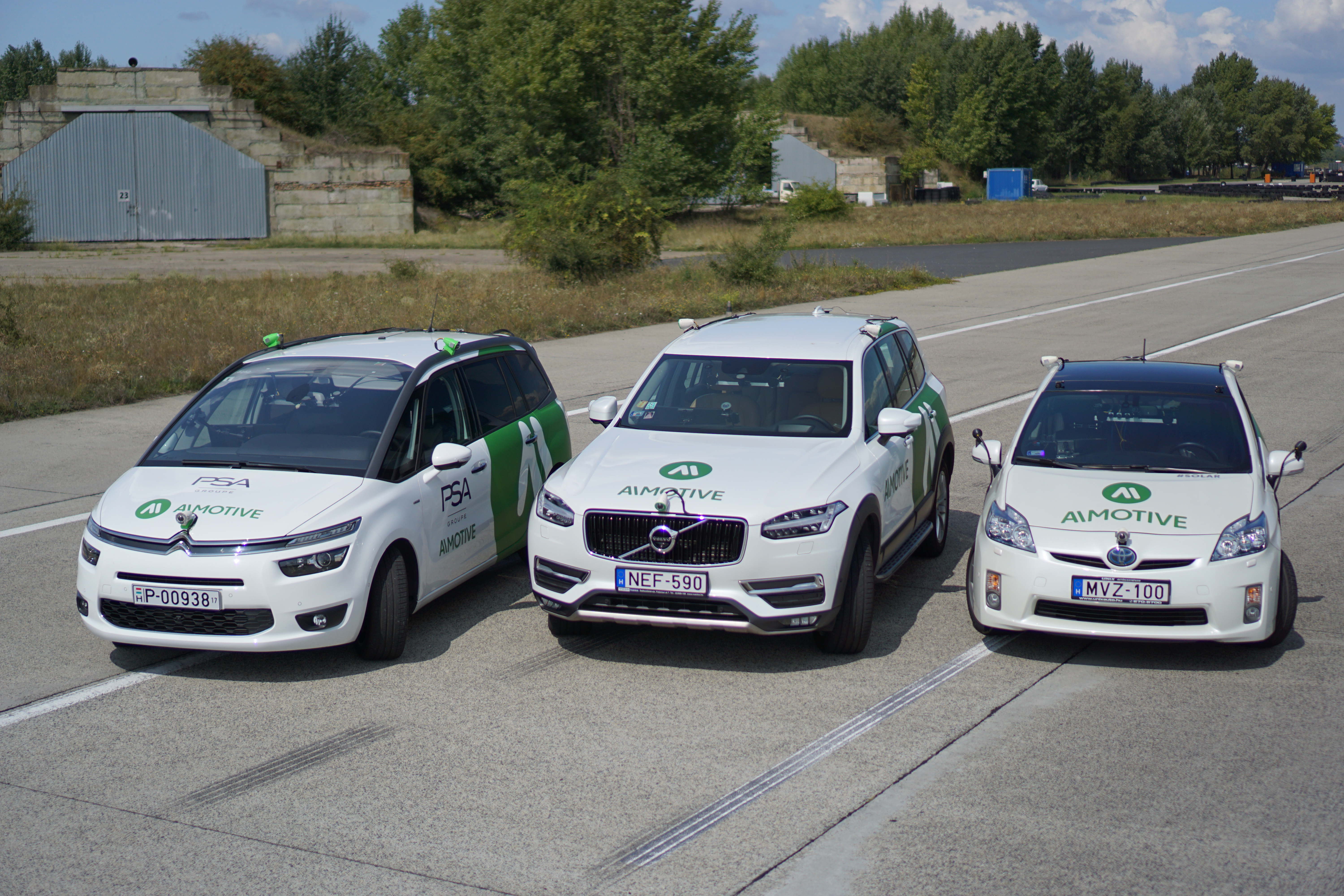
Három AImotive tesztjármű: a Citroën C4 Picasso, a Volvo XC90 és a Toyota Prius

2017 tavaszán az AImotive bejelentette, hogy engedélyt kapott önvezető járműveinek vizsgálatára Finnország közutain. Hamarosan Magyarországon és Kalifornia államban is hasonló engedélyeket kaptak. 2017 decemberében a társaság jelezte, hogy megszerezte az önvezetési vizsgára vonatkozó engedélyt Nevada államban.
Bár a társaság székhelye Magyarországon maradt,  irodát nyitott a Kaliforniai Mountain View-ban is. Az utóbbin kívül vannak irodái Helsinkiben és Tokióban is.

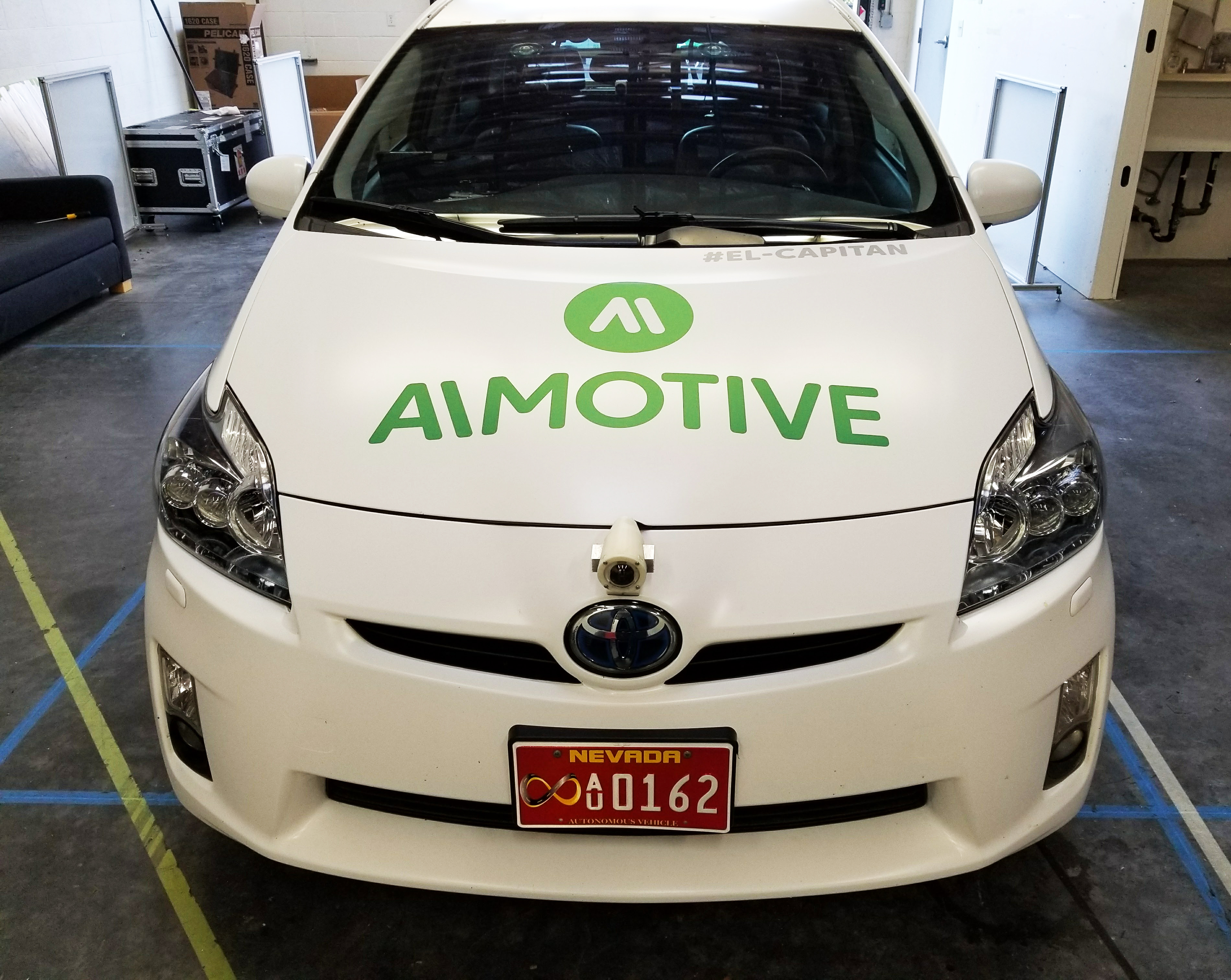
Az AImotive Toyota Prius AImotive prototípusa, Nevada állam által kiadott, önvezető járműteszt-táblákkal van felszerelve.

Az Nvidia 2016-ban megerősítette, hogy DriveMe néven közös projektbe kezdett az AImotive-val (akkoriban AdasWorks) és a Volvóval. Az AImotive és a PSA Groupe 2017. szeptemberben bejelentette, hogy egy autópályára kialakított automata vezérlés fejlesztésében működnek együtt. Ugyanebben az évben az AImotive bejelentette, hogy egy aiWare nevű, mesterséges intelligencia-gyorsítón dolgozik. Az AImotive a VeriSiliconnal és a GlobalFoundries-zal társult a prototípushoz használt tesztcsippek létrehozásához. A 2018-as Consumer Electronics Show-n a Samsung Stratégiai és Innovációs Központja felfedte DRVLINE nevű platformját, amelyben az AImotive szoftver technológiai partnerként szerepel.

## Technológia
2017 decembere óta az AImotive három, az önvezető járművekhez kapcsolódó technológiai ágazaton dolgozik. Az aiDrive egy önvezető szoftvercsomag, az aiSim egy virtuális szimulációs környezet, az aiWare pedig a mesterséges intelligenciát működtető chipekhez kifejlesztett szilícium IP.
Az aiDrive egy önvezetésiszoftver-megoldás, amely mesterséges intelligencia, valamint a kamerákból és más másodlagos érzékelőkből származó adatok használatával működik. Az AImotive a vizuális információk feldolgozására összpontosít, ez a megközelítés hasonló a Tesláéhoz, és egyes iparági szakértők kockázatosnak tartják, a vállalat azonban sikeresen demonstrálta technológiáját az amerikai autópályákon. A szoftver négy motorból áll: felismerés, helymeghatározás, mozgás és vezérlés. Az első két motor felelős a jármű körüli tárgyak felismeréséért és a térképen történő lokalizálásáért. A mozgásmotor mesterséges intelligencia használatával megtervezi a jármű útvonalát. A vezérlőmotor parancsokat továbbít az autó vezetékes rendszeréhez.

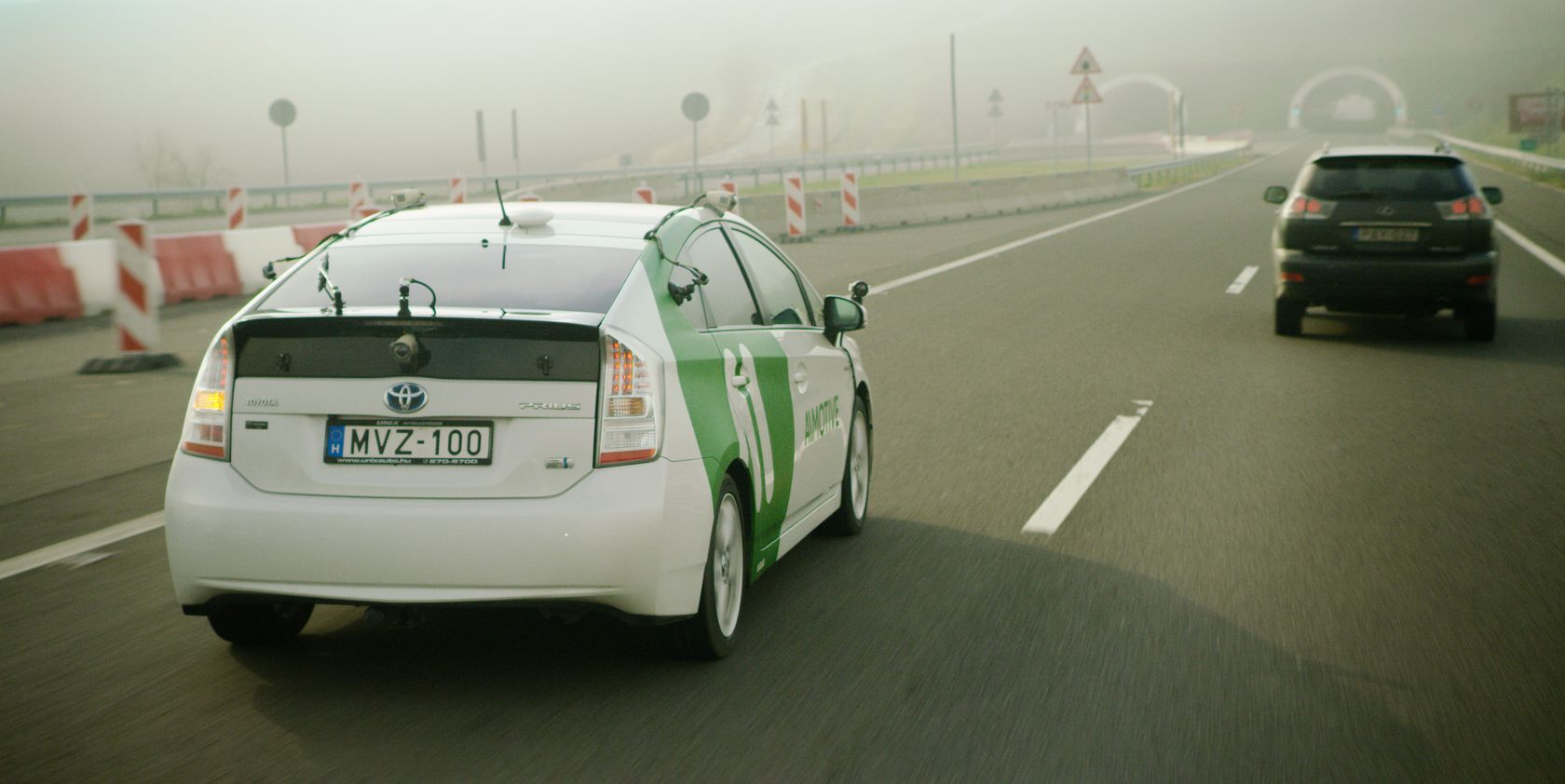
AImotive prototípus a Toyota Prius autópályán vezeti magát.

Az aiSim egy virtuális szimulációs környezet az önvezető járművek tesztelésére. Az AImotive vezérigazgatója, Kishonti László bejelentette, hogy a repülőgépipar által alkalmazott szimulációs technológiát használta a biztonság fokozására, és ez a technológia biztonságosabb önvezető autókhoz vezet, és felgyorsítja a fejlesztést is.
Az AImotive hardver architektúrája egy beágyazott mesterséges intelligencia gyorsító a nagy felbontású bemenettel rendelkező számítógépes látáshoz. A társaság ezeket a chipeket tervezi használni a prototípusaiban. Az AImotive vezeti a Khronos Csoport Neural Network Exchange Format (NNEF) nevű munkacsoportját. Az NNEF a mesterséges ideghálózatok következtetési motorok közötti cseréjére kialakított szabvány. Az aiWare az első hardvermegoldás, amely megfelel az NNEF szabványnak.

## AImotive a médiában
Az AImotive szerepelt 2017. januárban a CB Insights 100 ígéretes mesterséges intelligencia startup vállalkozásainak listáján. A lista olyan startup vállalkozásokat gyűjtött össze, amelyek "felgyorsítják a kutatást, javítják a hatékonyságot, és számos úttörő előrelépést tesznek az elkövetkező évtizedekben", mondta az Insights vezérigazgatója, Anand Sanwal.
Az AImotive-ot a Guy Martin és a Robot Car brit televíziós show-ban is bemutatták 2017. november 26-án. A showban Guy Martin, a brit versenymotoros és tévésztár meglátogatta a társaság központját, és részt vett egy próbavezetésen a magyar autópályán.